# Charles H. Poingdestre
Charles Henry Poingdestre (1825, Jérsei — 1905, Londres) foi um pintor britânico. Viajou para Roma como presidente da British Academy e lá permaneceu por 30 anos, chegando a abrir um estúdio na via Dei Greci, 36.

## Temas
Alguns dos temas favoritos de suas pinturas foram a "Campagna Romana" e o "Paludi Pontine".